# 37452 Spirit
37452 Spirit este un asteroid din centura principală, descoperit pe 24 septembrie 1960, de Cornelis van Houten și Ingrid van Houten-Groeneveld.